# 改造町人シュビビンマン
『改造町人シュビビンマン』（かいぞうちょうじんシュビビンマン、英題：Cyber Citizen Shockman）は、日本コンピュータシステムおよびウインズが開発しメサイヤから1989年3月18日に発売されたPCエンジン用横スクロールアクションゲーム。
本作は日本国のみで発売されていたが、ラタライカとSHINYUDENによる2023年の移植版では『Cyber Citizen Shockman』として英語版が作成され日本国外での発売が実現した。

## 概要
PCエンジン用のアクションゲームとしては初めて2人同時プレイに対応しており、キャラクターが声を発することも特徴の一つとなっている。
全15ステージだが、3つのルートに分かれたマップ画面にて最終目標地点である亜空魔団の要塞まで自由にステージを選んで進行していく形式となっている。
アーケードゲームに匹敵するグラフィックをうたい10万本を売り上げ、発売から1年以上経過しても毎月数十通の反響が寄せられる人気作となり、当初予定されていなかった続編が製作された。

## ゲームシステム
攻撃手段は、剣による近接攻撃と一定時間溜めた後に放つビーム「シュビビーム」の2種類存在するが、シュビビームは発砲許可証を入手するまで使用できない。2人同時プレイ時にシュビビームを他のプレイヤーに当て、当てられた側がシュビビームをタイミングよく発射することで強力な協力シュビビームを放つことが可能となっている。
ステージは選択制になっており、1ステージにつき半日経過する。ステージクリアごとにアイテムや資金を入手、所持金は博士からのヒント入手の他、シュビビンマンの強化改造に使用できる。18日以内に敵本拠地となる亜空魔団の要塞にて最終ボスのマザーコンピュータ倒せばクリアとなる。
被弾したり敵に触れてエネルギーがなくなるとゲームオーバー。コンティニュー時には、主人公2人をシュビビンマンに改造した豪徳寺博士によって所持金が減らされる。

## ストーリー
西暦200X年、突如侵攻してきた宇宙帝国「亜空間団」により地球は攻撃を受け地球人は奴隷とされてしまった。下町の天才科学者「豪徳寺博士」はサイボーグ「シュビビンマン」を設計すると博士の近所の魚屋「太助」と、高校生の「キャピ子」を無理矢理改造してしまう。亜空魔団を倒せば元の身体へと戻すとの約束を得て2人のシュビビンマンは地球の平和と元の身体へと戻るために亜空魔団の要塞へと侵攻する。
下町の住人たちと豪徳寺博士の助力を得て無事亜空魔団の要塞へとたどり着いたシュビビンマンは要塞へと乗り込みマザーコンピュータを撃破、地球に平和を取り戻した。だが、シュビビンマンを元の人間に戻す手術の準備は整っておらず元の身体へと戻る約束は反故となり、人々もシュビビンマンの活躍を忘れ去ってしまった。

## 登場人物
太助
声 - 河口博
プレイヤーキャラクターの1人。水産高校に通いながら魚屋を営む18歳の少年。
キャピ子
声 - ふじえりこ
プレイヤーキャラクターの1人。
豪徳寺博士
太助とキャピ子を無理矢理改造した天才科学者。シュビビンマンの強化改造を有料で施してくれる。

## 移植版
| No. | タイトル               | 発売日         | 対応機種                                              | 開発元                    | 発売元          | メディア                                | 備考 | 出典          |
| --- | ---------------------- | -------------- | ----------------------------------------------------- | ------------------------- | --------------- | --------------------------------------- | ---- | ------------- |
| 1   | 改造町人シュビビンマン | 2007年3月27日  | Wii                                                   | ウインズ                  | ハドソン        | ダウンロード （バーチャルコンソール）   |      | [ 7 ] [ 8 ]   |
| 2   | 改造町人シュビビンマン | 2011年1月19日  | PlayStation 3 PlayStation Portable                    | ウインズ                  | KDE             | ダウンロード （PCエンジンアーカイブス） |      | [ 9 ] [ 10 ]  |
| 3   | 改造町人シュビビンマン | 2012年         | PlayStation Vita                                      | ウインズ                  | KDE             | ダウンロード （PCエンジンアーカイブス） |      |               |
| 4   | 改造町人シュビビンマン | 2014年11月18日 | Windows                                               | ウインズ                  | エクストリーム  | ダウンロード （プロジェクトEGG）        |      | [ 11 ]        |
| 5   | 改造町人シュビビンマン | 2015年12月16日 | Wii U                                                 | ウインズ                  | エクストリーム  | ダウンロード （バーチャルコンソール）   |      | [ 12 ] [ 13 ] |
| 5   | 改造町人シュビビンマン | 2023年5月19日  | Nintendo Switch                                       | Ratalaika Games Shinyuden | Shinyuden       | ダウンロード                            |      | [ 14 ]        |
| 6   | Cyber Citizen Shockman | 2023年5月19日  | PlayStation 4 PlayStation 5 Xbox One Xbox Series X\|S | Ratalaika Games Shinyuden | Ratalaika Games | ダウンロード                            |      | [ 14 ]        |

- Ratalaika Games版

『改造町人シュビビンマン』名義のSwitch版含め、正式な英語ローカライズ版として新規作成された『Cyber Citizen Shockman』とオリジナルの『改造町人シュビビンマン』の双方を収録。どこでもセーブ、巻き戻し機能等豊富な機能と画像ギャラリーが収録されている。

## スタッフ
- エグゼクティブ・リーダー：高杉学
- ゲーム・デザイン：にちれんレベル40
- ゲーム・プロデュース：土田俊郎
- テクニカル・リーダー：大谷孝司
- キャラクター・デザイン：うらべすう
- ドットマン：大矢哲也
- サウンド：ガブリンサウンド
- プログラマー：だんなおおさま、ずどんぎゃーつちい、プリースト、たににゃん
- ディレクター：白倉安昌

## 評価
- ゲーム誌『ファミコン通信』の「クロスレビュー」では合計21点（満40点）[16]、『マル勝PCエンジン』では5・6・6・5の合計22点（満40点）、『PC Engine FAN』の読者投票による「ゲーム通信簿」での評価は以下の通り、21.16点（満30点）となっている[1]。また、この得点はPCエンジン全ソフトの中で236位（485本中、1993年時点）となっている[1]。

| 項目 | キャラクタ | 音楽 | 操作性 | 熱中度 | お買得度 | オリジナリティ | 総合  |
| 得点 | 4.01       | 3.66 | 3.31   | 3.48   | 3.28     | 3.42           | 21.16 |

- ゲーム本『懐かしゲーム機大百科 PCエンジン完全ガイド 1987-1999』では、博士からのアイテム購入やコンティニュー時に所持金が減らされるシステムに関して「ゲーム全体に妙なリアリティが漂っている」と指摘した他、ゲームシステムは及第点の出来であるとしながらも、音声合成によるキャラクターのボイスや切ないエンディングなどに関して「特撮好きにはグッとくるネタは一見の価値あり」とし、また2人同時プレイ時限定のアクションなどを取り上げた上で肯定的に評価した[6]。